# Fiera di Cali

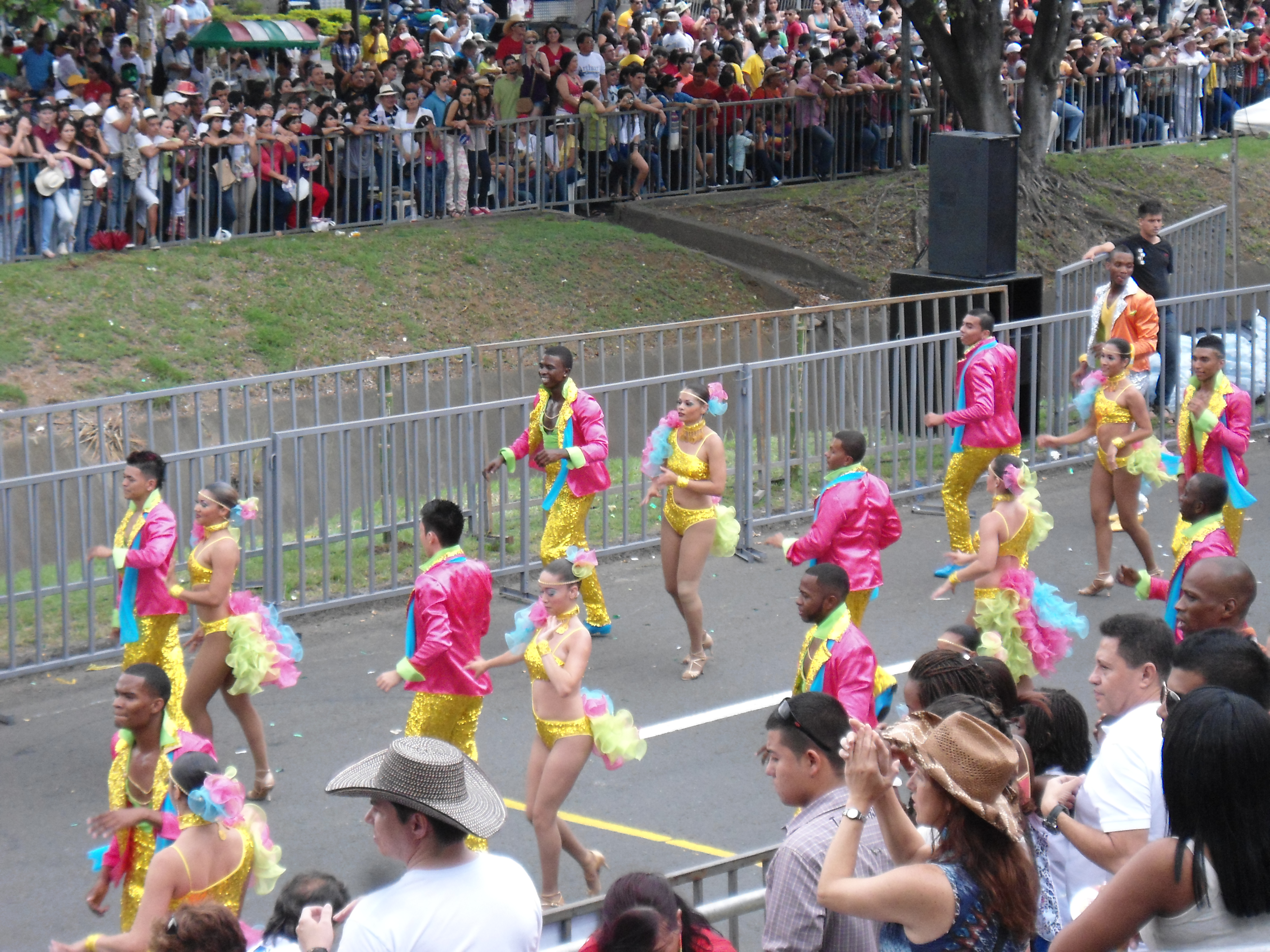
Feria de Cali

La Fiera di Cali (in spagnolo: La Feria de Cali o Feria de la Caña o Feria de la salsa) è un evento culturale della città di Cali, in Colombia. Si tiene tra il 25 ed il 30 dicembre.
È una celebrazione dell'identità culturale regionale, famosa per la maratona di Salsa, parate di corse a cavallo.
La festa è nata nel 1957 con lo scopo di promuovere la diversità musicale, culturale ed etnica della regione.
In alcune occasioni ha visto la partecipazione di gruppi musicali di Merengue e Vallenato proveniente da altre parti della Colombia o da paesi caraibici, e scuole di Samba da Rio de Janeiro.